# Jesse D. Bright

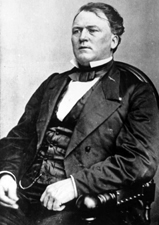
Jesse D. Bright

Jesse David Bright (* 18. Dezember 1812 in Norwich, Chenango County, New York; † 20. Mai 1875 in Baltimore, Maryland) war ein US-amerikanischer Politiker (Demokratische Partei). Er vertrat den Bundesstaat Indiana im US-Senat, aus dem er 1862 als einziger Senator eines Nordstaats wegen Sympathisierens mit der Konföderation ausgeschlossen wurde.

## Frühe Jahre und Aufstieg im Senat
Jesse Bright, dessen Vorfahren aus Deutschland eingewandert waren, zog mit seinen Eltern im Jahr 1820 nach Indiana, wo sich die Familie in Madison niederließ und der Junge die öffentlichen Schulen besuchte. Er studierte danach die Rechtswissenschaften, wurde 1831 in die Anwaltskammer aufgenommen und begann in Madison als Jurist zu praktizieren. 1834 wurde er zum Richter am Nachlassgericht des Jefferson County gewählt; von 1840 bis 1841 war er US Marshal für den Distrikt Indiana.
Schließlich begann Brights politische Laufbahn mit der Mitgliedschaft im Senat von Indiana zwischen 1841 und 1843. Im Jahr 1842 wurde er zum Vizegouverneur seines Staates gewählt; dieses Amt übte er unter Gouverneur James Whitcomb von 1843 bis 1845 aus. 1844 gewann er die Wahl zum US-Senator für Indiana, woraufhin er seinen Sitz in Washington, D.C. ab dem 4. März des folgenden Jahres einnahm. Bright trat 1850 und 1856 jeweils erfolgreich zur Wiederwahl an und führte im Senat den Vorsitz über zahlreiche Ausschüsse. Er stand unter anderem dem Committee on Enrolled Bills, dem Committee on Public Buildings, dem Committee on Revolutionary Claims und dem Committee on Roads and Canals vor. Am 5. Dezember 1854 übernahm er auch erstmals das Amt des Senatspräsidenten pro tempore, was er zunächst bis zum 9. Juni 1856 blieb. Zwei Tage später kehrte er auf diesen Posten zurück, den er erneut bis zum 6. Januar 1857 innehatte. Dabei fungierte er auch jeweils als Acting Vice Precident of the United States, da US-Vizepräsident William R. King kurz nach seiner Amtseinführung verstorben war und der Senatspräsident pro tempore in der Nachfolge des US-Präsidenten den nächsten Rang einnahm. Eine dritte kurze Amtszeit folgte am 12. und 13. Juni 1860.

## Ausschluss aus dem Kongress
1857 erhielt Bright das Angebot von US-Präsident James Buchanan, Außenminister in seinem Kabinett zu werden, doch der Senator lehnte ab. Er verblieb im Kongress, wo er sich nicht als großer Redner auszeichnete, sondern eher durch seine Ausschussarbeit. Am 5. Februar 1862 wurde Bright mit der Mehrheit von 29 republikanischen und zehn demokratischen Senatoren aus dem Senat ausgeschlossen. Auslöser war ein von ihm unterzeichneter und an den konföderierten Präsidenten Jefferson Davis gerichteter Brief aus dem Vorjahr, in dem es um eventuelle Waffenverkäufe an die abtrünnigen Südstaaten ging; Morton S. Wilkinson, Senator aus Minnesota, hatte das Schreiben dem Plenum vorgelegt, das während der Ersten Schlacht am Bull Run bei einem gefangengenommenen Waffenhändler gefunden worden war. Die darin zum Ausdruck gebrachte Anerkennung von Jefferson Davis als Präsident der Konföderation zog Brights Ausschluss aus dem Kongress nach sich, für den unter anderem auch der demokratische Senator Stephen A. Douglas aus Illinois stimmte. Jesse Bright war der 14. Senator, der während des Bürgerkrieges von einer solchen Maßnahme betroffen war; nach ihm wurde bis heute kein Mitglied des Senats mehr ausgeschlossen. 1863 kandidierte er erfolglos noch einmal für seinen eigenen vakanten Sitz.
Nachdem Unionstruppen Brights Haus in Port Fulton beschlagnahmt hatten, verließ er Indiana und zog nach Covington in Kentucky. Dort setzte er seine politische Laufbahn fort und saß von 1867 bis 1871 im Repräsentantenhaus des Staates. Bei der Präsidentschaftswahl 1868 gehörte er für die Demokraten dem Electoral College an, das aber nicht den in Kentucky siegreichen Horatio Seymour zum US-Präsidenten wählte, sondern den Republikaner Ulysses S. Grant. Von 1871 bis 1875 war Bright dann noch Präsident der Raymond City Coal Company. Seinen Lebensabend verbrachte er in Baltimore, wo er im Mai 1875 verstarb und beigesetzt wurde.